# Wit naaldkwastje
Het wit naaldkwastje of voorjaarsnaaldkwastje (Ocnerostoma friesei) is een vlinder uit de familie van de stippelmotten (Yponomeutidae). De spanwijdte van de vlinder bedraagt 8 tot 10 millimeter. De soort lijkt sprekend op het grijs naaldkwastje en wordt daarmee vaak verward. In het algemeen is microscopisch onderzoek aan de genitaliën nodig om te komen tot een zekere determinatie. Er is sprake van seksueel dimorfisme, de vrouwtjes hebben witte en de mannetjes vaalgrijze vleugels. Het vlindertje komt verspreid over Europa en Japan voor. De soort overwintert als rups.

## Waardplanten
De waardplant van het wit naaldkwastje is de grove den, de rups mineert de punt van de naalden.

## Voorkomen in Nederland en België
Het wit naaldkwastje is in Nederland een niet algemene soort, die verspreid over het hele gebied kan worden gezien. In België is de soort recentelijk waargenomen in Brabant. De soort heeft jaarlijks twee generaties, die vliegen in april en mei en van eind augustus tot in oktober.